# Муня Серебров
Ха́им Ле́йзерович Зильбера́нг, известный под сценическими псевдонимами Муня Серебро́в (англ. Munia Serebroff) и позже Муни Серо́в (англ. Muni Seroff) (8 января 1895, Кишинёв, Бессарабская губерния — 19 декабря 1979, Бруклин) — еврейский театральный и киноактёр, певец, исполнитель русских и еврейских песен (баритон).
Осуществил первую граммофонную запись эстрадного шлягера «Чубчик» (1927).

## Биография
Родился в семье купца Лейзера Ициковича Зильберанга (1862—1899) и его жены Добриши Дувид-Лейбовны в Кишинёве. Его дед Ицик Аронович Зильберанг (1839—1913) тоже был купцом (второй гильдии), торговал галантереей. В возрасте четырёх лет остался без отца, который умер от осложнений инфлюэнцы. Учился в кишинёвской гимназии, по окончании которой поступил в Императорский Новороссийский университет. Играть на сцене начал ещё в гимназические годы: будучи учеником 6-го класса, исполнил роль Раскольникова в инсценировке «Преступления и наказания». В студенческие годы в Одессе начал брать уроки пения. Бросив университет, поступил на драматические курсы в Харькове. Впоследствии учился на курсах при Московском художественном театре, стажировался в Италии.
По возвращении в Россию поступил актёром в труппу сатирического театра малых форм «Гротеск» в Ростове-на-Дону, играл в русских драматических и музыкальных театрах, выступал в оперетте. После революционных событий 1917 года вернулся в ставшую румынской Бессарабию, откуда в 1922 году переехал в Бухарест, где поступил в театральную труппу на идише супругов Янкеля Калиха и Молли Пикон. С этого времени выступал в различных театральных труппах на идише, в том числе в труппе Клары Юнг, с которой гастролировал по Румынии, а также в Центральной и Западной Европе.
В Лондоне присоединился к труппе Дэвида Кесслера, с которой в 1926 году перебрался в Нью-Йорк. Выступал в нескольких еврейских театрах на Второй авеню под псевдонимом Муня Сереброфф, два сезона (1927—1929) играл в Филадельфии, в 1929—1930 годах — вновь на Второй авеню, в 1931—1932 годах — в бруклинском театре Хопкинсона, затем снова в Филадельфии, в театре «Проспект» в Бронксе (1931—1932), в 1932—1933 годах — в Национальном театре на Второй авеню в Нью-Йорке и в чикагском театре «Лондэйл». 3 февраля 1931 года был принят в Гильдию еврейских актёров.
Особенной известностью пользовалось его исполнение роли Генри Оренштейна в музыкальной комедии драматурга Аншела Шора «Эйнс ун рехтс» (1935) с Мали Пикон, где этот дуэт впервые исполнил ставшую популярной песню Эйба Эльштейна «Очи». Выступал также в нескольких бродвейских постановках на английском языке — «You Can’t Take It With You» («Ты не можешь взять это с собой», 1936—1938, 838 представлений в Booth Theatre, Imperial Theatre, Ambassador Theatre), «The Wall» («Стена», 1960—1961, 168 представлений в Billy Rose Theatre), «Soldiers» («Солдаты», 1968, 21 представление в Billy Rose Theatre), а также в других нью-йоркских театрах (Village South Theatre, The Players Theatre, Cherry Lane Theatre, York Playhouse). Спектакль «Corruption in the Palace of Justice» («Коррупция во дворце правосудия», 1963) выдержал 103 представления, «The Kitchen» («Кухня», 1966) — 137 представлений. В 1964 году принимал участие в спектакле «She Loves Me» («Она меня любит») в Charles Playhouse Theatre в Бостоне.
На протяжении 1920-х годов осуществил несколько граммофонных записей песен на идише и на русском языке, в том числе «Урем харц» и «Золст нит фаргесн» (אָרעם האַרץ — бедное сердце и זאָלסט ניט פֿאַרגעסן — не забывай, дуэт с Беллой Майзель, Brunswick 67121—B, 1928), «Что было, то было: русская песня» и «Деревенский шёлк: русская народная песня» (Дмитрий Покрасс — Павел Герман, 59013 A, 59013 B, Brunswick, 1930), «Шейне Наташе» и «Их бин а бухер ин ди юрн» (красавица Наташа и איך בין אַ בחור אין די יאָרן — я парень в годах, Columbia 107715-1), «Ин дер алтер хейм» (אין דער אַלטער הײם — на родине и «Байм Волге брег» — у берега Волги, V—9004 Victor). Записанная им в 1927 году на нью-йоркской фирме Брансвик на 78 оборотах пластинка «Всё, что было: романс-песня» и «Чубчик» является самой ранней известной записью этой песни (Brunswick 59013-A, 59013-B). Выступал на еврейской эстраде Нью-Йорка, в оркестрax Александра Ольшанецкого и Шолома Секунды.
В конце 1930-х годов снялся в нескольких американских кинокартинах на идише, в том числе в «Хочу быть матерью» (Их вил зайн а маме, режиссёр Джордж Роланд, 1937), «Две сестры» (Цвей швестер, режиссёр Бен Блэйк, 1938), «Американский сват» (Американер шатхн, режиссёр Эдгар Ульмер, 1940), в двух фильмах Джозефа Зайдена — «Бог мой» (Эли-Эли) и «Её вторая мать» (Ир цвейте маме). Выступал в амплуа поющих любовников.
С начала 1940-х годов под новым псевдонимом (Муни Серофф) играл роли второго плана в американском кино и на телевидении (репортёр в «Призраке Оперы», 1943; эпизод в «The Song of Bernadette», 1943; Gilberto Garcia в «Two Señoritas from Chicago», 1943; Peter Laska в «Charlie Chan in the Secret Service», 1944; Louie в «Call of the Jungle», 1944; официант в «Moon Over Las Vegas», 1944; метрдотель в «Linda, Be Good», 1947). В начале 1960-х годов снялся в нескольких телевизионных сериалах («Give Us Barabbas!» 1961; «Naked City», 1961; «Route 66», 1961; «The Defenders», 1961; «East Side/West Side», 1963).
Похоронен на театральном участке кладбища Mount Hebron в Куинсе.

## Семья
Сестра — Ревекка Лазаревна Зильберанк (1887—?), жила в Неаполе, Риме и Милане, работала в страховой компании Assicurazioni Generali Venezia; была замужем за Яковом Вигдорчиком — братом доктора медицинских наук, профессора Н. А. Вигдорчика.

## Галерея
- Муни Серебров и Мали Пикон в спектакле «Весёлые сироты» (1929) (недоступная ссылка)
- Муни Серебров и Мали Пикон исполняют песню «Что суждено» из спектакля «Кошерная вдова» (1959)
- Самая ранняя запись эстрадного шлягера «Чубчик» в исполнении Муни Сереброва (1927)
- Песня «Всё, что было» в исполнении Муни Сереброва (1927)
- Фотография Джеральдин Пэйдж, Рипа Торна и Муни Серова в постановке пьесы А. П. Чехова «Предложение» (1972)
- Мали Пикон и Муня Серебров в спектакле «Ди кале лойфт» (Невеста бежит) в театре Давида Кесслера